# Varablanca
Varablanca – dystrykt w Kostaryce, w kantonie Heredia, w prowincji Heredia.

## Historia
Dystrykt Sarapiquí został założony na mocy Decreto 1819-G dnia 6 listopada 1922 roku. Dystrykt został oddzielony od dystryktów Puerto Viejo de Sarapiquí i Dulce Nombre de Jesús.

## Geografia
Varablanca ma powierzchnię 113,98 kilometrów kwadratowych i leży na wysokości 510 m n.p.m..

## Demografia
Według zliczenia ludności w 2011 roku w dystrykcie Varablanca mieszkało 2 842 mieszkańców.

## Transport

### Transport drogowy
Przez dystrykt Varablanca biegną następujące drogi krajowe:
- Droga krajowa nr 120
- Droga krajowa nr 126